# Leo von Klenze

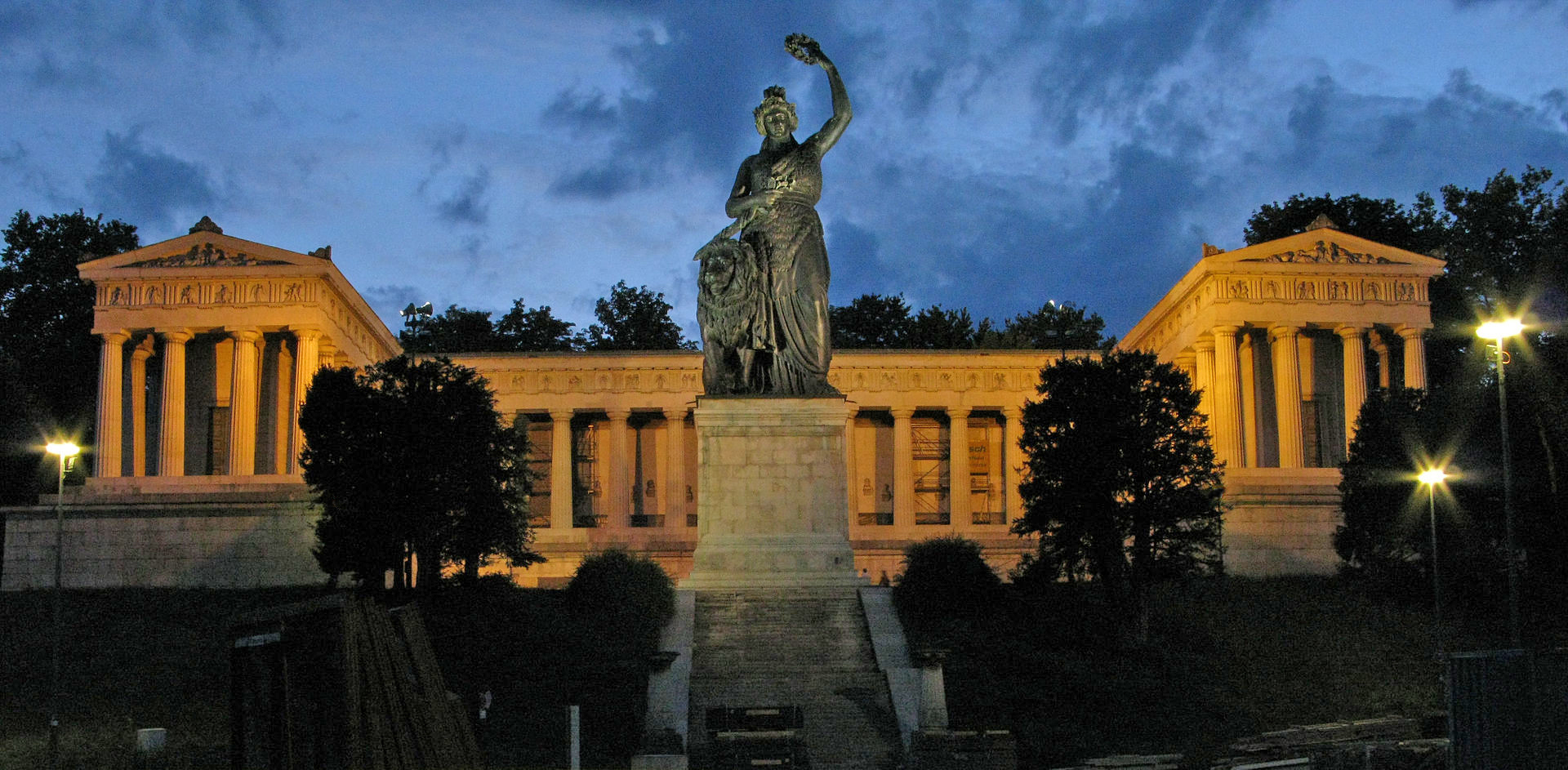
Ruhmeshalle, Munique

Franz Leo von Klenze (Schladen, 29 de fevereiro de 1784 – Munique, 27 de janeiro de 1864) foi um arquiteto alemão. 
De início foi arquiteto da corte de Vestefália e, mais tarde, de Luís I da Baviera, construiu importantes construções de estilo classicista e de aspeto monumental, como a glipoteca (1816-1830), a velha pinacoteca (1826-1836) e os propiléus Munique. (1846-1862).